# Les Femmes (film)
Pour plus de détails, voir Fiche technique et Distribution.
Les Femmes est une comédie dramatique italo-française réalisée par Jean Aurel sortie en 1969.

## Synopsis
Un romancier à court d'inspiration,  Maurice Ronet, engage une secrétaire,  Brigitte Bardot, pour l'aider à trouver des idées érotiques.

## Fiche technique
- Titre original : Les Femmes
- Réalisation : Jean Aurel
- Scénario, adaptation et dialogues : Jean Aurel et Cécil Saint-Laurent
- Musique : Luis Fuentes Jr
- Production : Raymond Danon
- Sociétés de production : Lira Films – Ascot-Cineraid (Rome)
- Directeur de production : Ralph Baum
- Photographie : Claude Lecomte
- Décors : André Labussière
- Montage : Anne-Marie Cotret
- Pays de production :  France,  Italie
- Genre : Comédie dramatique
- Durée : 85 minutes
- Date de sortie : 
  - France : 7 novembre 1969

## Distribution
- Brigitte Bardot : Clara
- Maurice Ronet : Jérôme
- Christina Holme : Marianne
- Anny Duperey : Hélène
- Jean-Pierre Marielle : L'éditeur
- Tanya Lopert : Louise
- Honoré Bostel : Le maire
- Guy Michel : Le contrôleur des wagons-lits
- Maurice Bernard : Géo (non crédité)
- Carole Lebel : Gertrude (non crédité)
- Roger Lumont : Un passager du train (non crédité)